# Soulbringer
Soulbringer (с англ. — «Ловец душ») — фэнтезийная компьютерная ролевая игра, разработанная компанией Gremlin Interactive и выпущенная компанией Infogrames 30 июня 2000. В России игра выпущена компанией Новый Диск 21 июля 2005.

## Игровой процесс
Действие разворачивается в вымышленном фэнтезийном мире — в королевстве Ратенна и за его пределами (например, в стране эльфов). Игрок имеет возможность посещать различные области мира, в том числе города, подземелья, колодец душ.
Обычно перед героем ставятся несколько задач без строгого порядка их выполнения. Как и в большинстве ролевых игр, имеется возможность выполнения задания различными способами.

## История игрового мира
В давние времена миром правил Чёрный Колдун — некромант потрясающей силы. Некроманта смог одолеть Берек Среброволосый. Он же смог объединить Ратенну в единое царство и основал Лигу Шести. Это был золотой век — эпоха героев. Но ничего не бывает вечным. В тело Берека вселился демон Скорн. Используя плоть Берека, демону удалось погрузить Ратенну во мрак. Так закончилась эра героев и началась эра бедствий.
После веков мучений появился новый герой, известный в народе как Предвестник. Победив Скорна он вселил в людей надежду. Следующая время запомнилось людям как эпоха Трех Царств. Но после этой эпохи вновь пришли темные времена. Участились набеги разбойников. Могилы и склепы выпускают на свет солнца все больше и больше нежити, опустошающей деревни, а то и целые города.
Именно в это время и появляется в столице рыжий паренек в бедной одежде. Исполняя последнюю волю своего отца, он приезжает в город к своему дяде.

## Игровые локации
- Мадригал — первый город, в котором оказывается герой. Мадригал — шахтерский городок. Ранее богатые рудники снабжали ценным металлом не только Мадригал. Но вскоре люди забросили их, поскольку в шахтах появились каменные создания. В городе живёт дядя героя, который дает первые уроки магии.
- Рейвенскар — некогда цветущий город. В его храм съезжались волшебники со всего света, чтобы воспользоваться богатейшей библиотекой магических книг. После наступления зимы все жители города постепенно исчезли, а по улицам стали бродить зомби, скелеты и прочая нечисть. Некоторые говорят, что причиной этого стали какие-то магические эксперименты местного епископа.
- Шедоугард — город кровных родственников. Этот город полон загадок, одной из них является тайная гильдия наемных убийц.
- Радужная скала — остров, на котором располагается могила Альвариса, кузнеца, выковавшего Мастер Крови — наследственный молот Кровных Родственников, оружие против вампиров.
- Тардолин — столица империи. Здесь находится Корона Правления — символ объединения всего человеческого рода против зла.
- Барадэилин — столица страны эльфов, родной город Мелиссы — гадалки из Мадригала.
- Хекс — пространство вне мира людей — убежище героя. Хекс позволяет осуществлять быстрые путешествия не только по Ратенне, но и между различными мирами. По ходу игры в Хексе, помимо главного героя, появляются NPC, которые помогут герою мгновенно телепортировать в Хекс содержимое инвентаря, открывать книги магии, производить бесплатную починку оружия и доспехов, снабжать различными зельями.

## Ролевая система
Как и в большинстве ролевых игр, герой может развиваться, получать опыт и повышать свой уровень. Опыт в Soulbringer может быть получен двумя способами — путём сражений и выполнения заданий (например, за снабжение аптекаря травами). При каждом повышении уровня герою предлагается увеличить одну из его характеристик.
Персонаж обладает пятью характеристиками:
- Сила (Strength) — определяет, сколько вещей можно будет переносить в инвентаре, а также увеличивает урон от атак оружием.
- Битва (Combat) — позволяет пользоваться дополнительными приемами (ударами) при владении оружием, а также увеличивает возможность уклонения от ударов противников.
- Скорость (Speed) — влияет на скорость владения оружием и произносение заклинаний, а также увеличивает параметр защиты героя.
- Магия (Magic) — определяет, количество маны, а также позволяет произносить заклинания более высокого уровня.
- Жизнь (Health) — определяет максимальное количество единиц здоровья.

## Особенности боевой системы игры

### Владение оружием
В игре встречается оружие ближнего (мечи, дубинки) и дальнего боя (луки, арбалеты).
По виду нанесения повреждений оружие условно делится на три категории:
- Тупое — дубинки, палицы, боевые молоты. Применяется против созданий со слабой броней или без таковой, например, против врагов из камня или кости. Бронированные воины-противники практически не получают урона от обычного тупого оружия.
- Колющее — копья, стрелы, мечи и алебарды. Применяется против защищенных броней противников, лучше всего пробивают доспехи.
- Режущее — большинство мечей и кинжалов, а также кирки, лопаты. Имеет усредненные показатели между тупым и колющим вооружением.

Для каждого из видов оружия ближнего боя существует несколько (минимум два) способов нанесения повреждений — так называемые приемы. Обычно более продвинутые приемы наносят больший урон или достают противника на более дальних дистанциях. Для получения новых приемов следует увеличивать навык Битва (Combat).
На оружие ближнего боя могут быть наложены дополнительные эффекты. Например, заклинание «Пылающий меч (Flaming Sword)» дает возможность не только нанести противнику дополнительный урон от огня, но и освещает темные подземелья.
В битве с противником есть возможность использовать условия местности. Так, забираясь на возвышенность и нанося удар по ногам, герой может наносить урон противнику оставаясь, в то же время малодосягаемым для его ударов.

### Комбинации ударов
В Soulbringer разработчики дали возможность играющим избавиться от необходимости постоянно кликать мышью во время боя. Для решения этой задачи в игре имеется возможность составлять комбинации ударов. Перейдя в боевой редактор, пользователь может настроить «под себя» действия своего персонажа, путём выбора оружия и магических навыков, а также специальных приемов, используемых в битве. При выборе того или иного оружия и приема, пользователь получает так же информацию по виду нанесения урона. В результате небольшой работы с редактором, пользователь, вместо бесконечных кликов мышью во время атаки противника, может ограничиться выбором атакуемого NPC и составленной комбинацией, и, далее, наблюдать как его персонаж сам кастует на себя заклинание «каменной кожи», отравит клинок, отправит во врага огненный шар и бросится «добивать» его.

### Магия
Все заклятия принадлежат к одной из пяти стихий. Это Огонь, Вода, Земля, Воздух и Дух. Чем чаще герой пользуется заклятиями одной магии, тем лучше её изучает, одновременно ухудшая своё сопротивление к «враждебной», противоположной магии.
Огонь убивает Дух, Дух уничтожает Воздух, Воздух захватывает Землю, Земля побеждает Воду, Вода тушит Огонь.
Как только герой достигнет знаний в одной магии значения более 25 %, то он станет получать только половину повреждений от заклинаний соответствующей стихии. Когда знание стихии будет больше одной трети, герой полностью перестаёт получать вред от стихии. После того как знание превысит уровень 50 %, герой может абсорбировать направленные на него заклинания противника (лечиться вместо получения урона).
Заклинания нельзя покупать. Их изучение возможно только при чтении магических книг в специальных локациях. Для открытия магической книги необходимо найти соответствующую руну.
Для сотворения того или иного заклинания, герой должен иметь соответствующий магический уровень. «Уровень» в данном случае определяется количеством очков, потраченных на характеристику Magic. Например, чтобы хотя бы теоретически появилась возможность применить заклятие FireBall, магический уровень героя должен быть не меньше 26.

## Системные требования
- Операционная система Microsoft Windows 98SE/Mе/2000/XP
- Процессор Pentium II 400 МГц
- 128 МБ оперативной памяти
- Видеоадаптер с памятью 16 МБ
- DirectX 9.0
- Звуковое устройство 16 бит
- Устройство для чтения компакт-дисков[3]

## Отзывы об игре
| Сводный рейтинг       | Сводный рейтинг       |
| Агрегатор             | Оценка                |
| --------------------- | --------------------- |
| GameRankings          | 68,11 %               |
| Metacritic            | 70 / 100 (19 обзоров) |
| MobyRank              | 74 / 100 (20 обзоров) |
| Иноязычные издания    |                       |
| Издание               | Оценка                |
| GameSpot              | 6,6 / 10              |
| IGN                   | 7,0 / 10              |
| Русскоязычные издания |                       |
| Издание               | Оценка                |
| Absolute Games        | 70 %                  |

На фоне Diablo 2, Baldur’s Gate II и Icewind Dale, ставших очень популярными в 2000 году, Soulbringer прошла почти незамеченной, являясь тем не менее, достойным представителем жанра. Между тем, игровой портал Game Over Online поставил игре 90 %, оценив сюжет как «10/10».
Портал MobyRank поставил игре оценку 74 балла из 100, при этом учитывались 20 обзоров.
Оценка Metacritic составила 70 баллов из 100, при этом учитывались 19 рецензий.
Оценка Game Stats на основании 4 обзоров составил 7.0 баллов из 10.
Официальное издание в России было произведено в 2005 году, таким образом графическая составляющая игры заведомо проигрывала конкурентам-новинкам.
Редакция игрового портала Absolute Games поставила игре оценку 70 %. В то же время читательский рейтинг Soulbringer получил оценку 81 %. Читательский рейтинг игры на Stop Game.ru составил 4.6/5 на основании 280 голосов.